# Radicaal 22
Van de in totaal 214 Kangxi-radicalen heeft radicaal 22 de betekenis doos. Het is een van de drieëntwintig radicalen die bestaat uit twee strepen. Dit radicaal wordt in zhuyin ook gebruikt als de pinyinletter "f".
In het Kangxi-woordenboek zijn er 64 karakters die dit radicaal gebruiken.

## Karakters met het radicaal 22

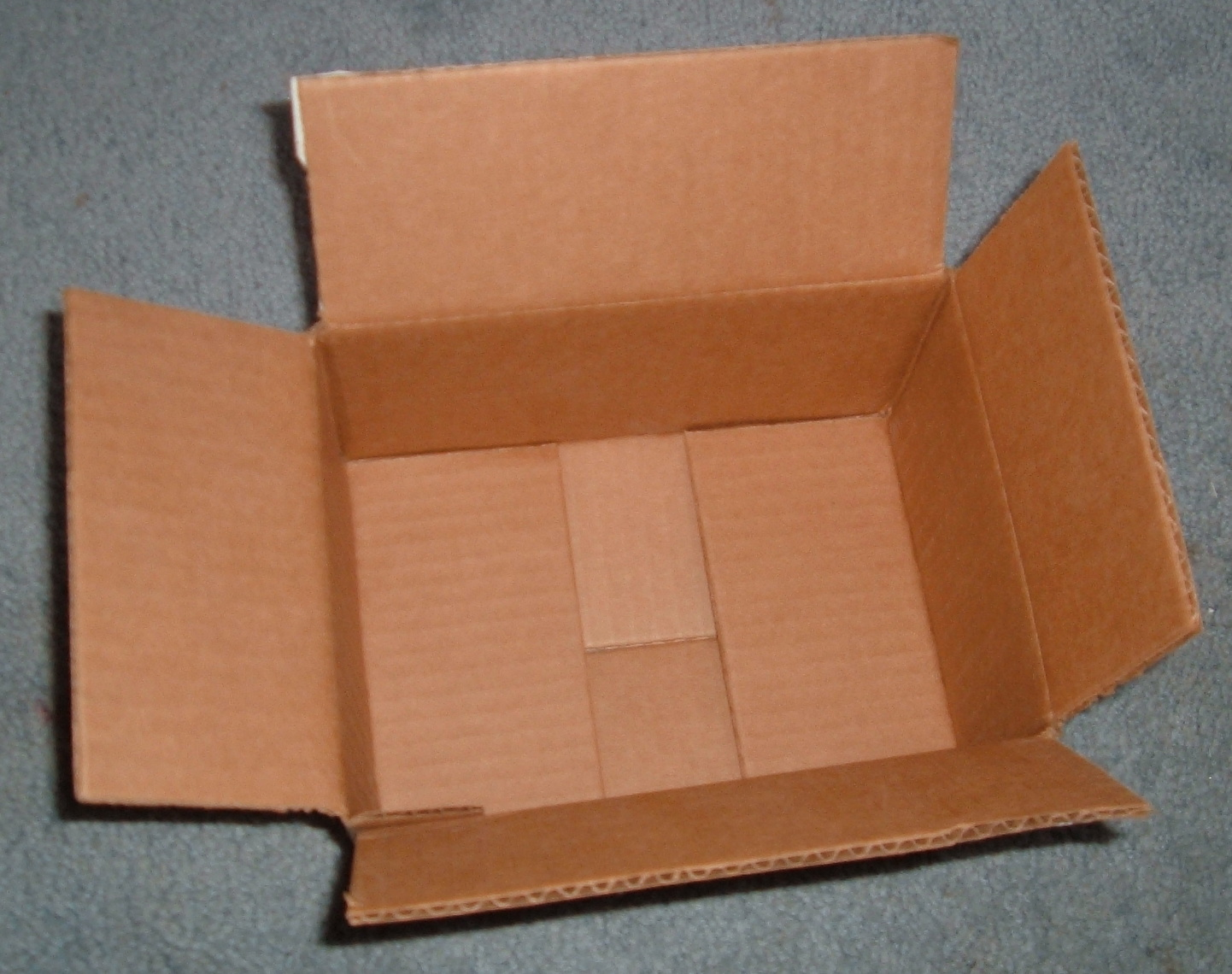
Doos

| Strepen | Karakter    |
| ------- | ----------- |
| + 0     | 匚          |
| + 3     | 匛 匜 匝 匞 |
| + 4     | 匟 匠 匡 匢 |
| + 5     | 匣 匤 匥 医 |
| + 7     | 匦 匧       |
| + 8     | 匨 匩 匪 匫 |
| + 9     | 匬 匭 匮    |
| + 11    | 匯 匰       |
| + 12    | 匱 匲       |
| + 13    | 匳          |
| + 14    | 匴          |
| + 15    | 匵          |
| + 17    | 匶          |
| + 18    | 匷          |

Orakelbotkarakter
Bronskarakter
Groot zegelkarakter
Klein zegelkarakter